# 奥村友基
奥村 友基（おくむら ゆうき、1986年6月3日 - ）は、地方競馬の兵庫県競馬組合・西脇馬事公苑、岡田利一厩舎所属の元騎手である。勝負服の柄は胴黒・青V字襷、袖青。京都府出身。血液型O型。地方競馬教養センター騎手課程第81期生。

## 来歴
2005年3月31日付けで地方競馬騎手免許を取得。同年5月3日第3回園田競馬3日目第4競走C11組4歳以上条件戦ヤマカツグロリオサで初騎乗（11頭立て9番人気11着）。同年5月12日第4回園田競馬3日目第3競走C13組4歳以上条件戦をヤマカツグロリオサで優勝し、初勝利（10頭立て10番人気）。
2006年5月3日4日に実施されたヤングジョッキーズステージ2006に出場（総合12人中4位）。同年6月29日第7回園田競馬6日目第6競走C6二組4歳以上条件戦メイショウケンゴウの騎乗（9頭立て4番人気8着）を最後に騎手免許を返上し廃業、引退した。
地方通算成績は179戦3勝・2着8回・3着7回・勝率1.7%・連対率6.1%